# Ana Torroja

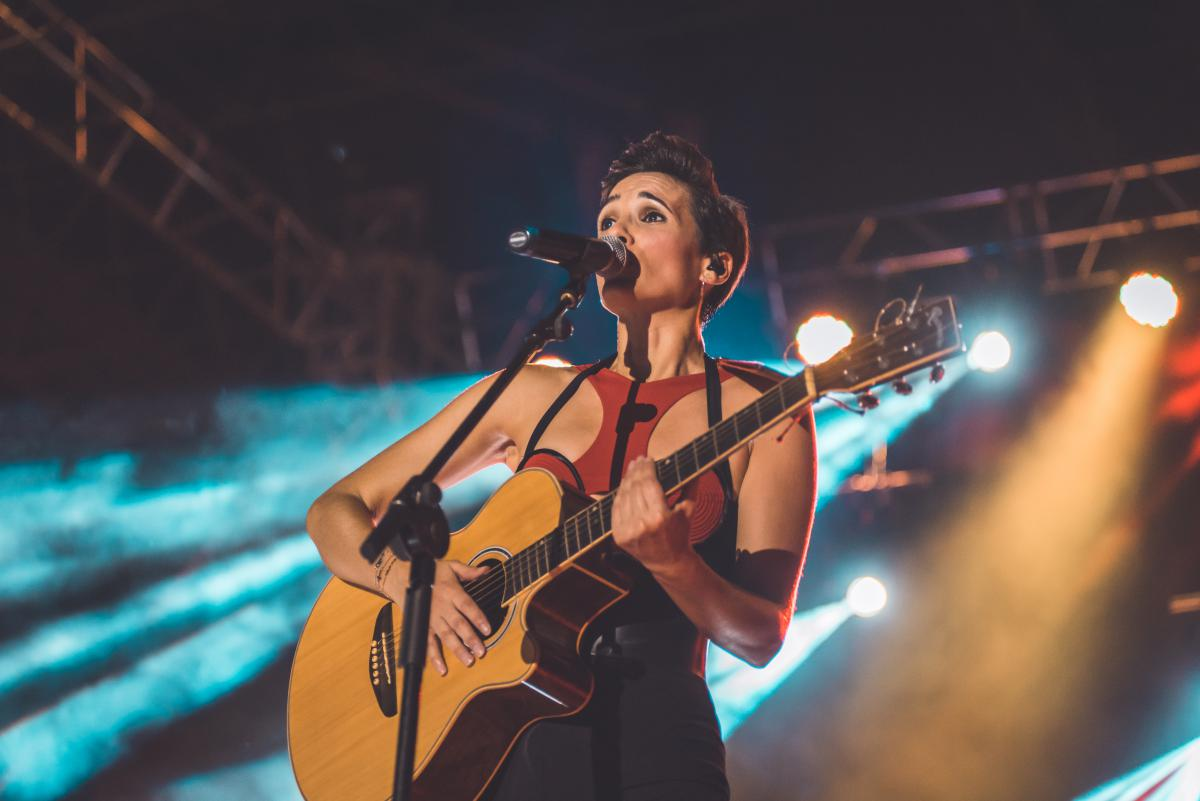
Ana Torroja nel 2009 in un concerto

Ana Torroja (Madrid, 28 dicembre 1959) è una cantante spagnola.

## Carriera
Era la cantante del gruppo Mecano, assieme agli amici conosciuti all'università José María e Nacho Cano, con i quali ha ottenuto un grande successo in Spagna e in America latina. Per coincidenza ha lo stesso cognome paterno degli altri membri del gruppo, poiché è un cognome molto diffuso in Spagna, e questo ha creato una certa confusione, dato che molti pensano che i tre siano figli degli stessi genitori. Ana è figlia di Juan Cano López de Carrizosa, marchese di Torroja, e María del Carmen Fungairiño Varela. Dal padre ha ereditato il titolo nobiliare, dunque Ana è la III Marchesa di Torroja.

## Discografia solista
| Anno di pubblicazione | Titolo                                      | Etichetta         |
| --------------------- | ------------------------------------------- | ----------------- |
| 1997                  | Puntos cardinales                           | BMG Ariola Spain  |
| 1997                  | Points Cardinaux                            | BMG France        |
| 1999                  | Pasajes de un sueño                         | BMG Ariola Spain  |
| 2000                  | Girados en concierto, insieme a Miguel Bosé | Warner Music      |
| 2001                  | Ana Torroja                                 | BMG France        |
| 2003                  | Frágil                                      | BMG Ariola Spain  |
| 2004                  | Esencial                                    | BMG Ariola Spain  |
| 2006                  | Me cuesta tanto olvidarte                   | SONY Music España |
| 2010                  | Sonrisa (Sorriso)                           | SONY Music España |